# Constance Dowling

Andrea Checchi e Constance Dowling nel film La strada finisce sul fiume (1950) di Luigi Capuano

Constance Dowling (New York, 24 luglio 1920 – Los Angeles, 28 ottobre 1969) è stata un'attrice statunitense.

## Biografia
Attrice cinematografica in voga negli anni quaranta, prima di trasferirsi nel 1943 in California aveva lavorato come modella e ballerina di fila, insieme alla sorella Doris, anche lei attrice. Iniziò la carriera cinematografica comparendo nella commedia americana Così vinsi la guerra (1944). In seguito apparve in altri film, come il noir L'angelo nero (1946), ma la sua carriera stentò a decollare.
La Dowling visse in Italia dal 1947 al 1950 e recitò in alcuni film italiani, fra i quali Miss Italia, accanto a una giovane Gina Lollobrigida, a Umberto Melnati e a Carlo Hintermann, quest'ultimo al suo debutto cinematografico.
Durante la sua permanenza in Italia, alla fine del 1949, la Dowling conobbe il poeta Cesare Pavese, il quale si innamorò di lei senza mai essere contraccambiato. A Constance sono dedicate le poesie della raccolta Verrà la morte e avrà i tuoi occhi, il romanzo La luna e i falò e nel Diario lo scrittore esprime la propria amarezza per non avere avuto Constance, bensì la sorella Doris, accanto a sé in occasione del conferimento del premio Strega.
A New York ebbe una lunga relazione sentimentale con il regista Elia Kazan, che però era già sposato. Ciononostante non riuscì a farlo allontanare dalla moglie. Il legame finì nel momento in cui l'attrice fece ritorno a Hollywood sotto contratto con la Metro-Goldwyn-Mayer, nella prima metà degli anni cinquanta, quando ottenne una parte in Attacco alla base spaziale U.S. (1954), suo ultimo film, diretto dal regista fantascientifico Herbert L. Strock. 
Nel 1955 sposò il produttore cinematografico Ivan Tors, ritirandosi dalle scene. La versione ufficiale della morte di Constance Dowling, avvenuta nel 1969, parla di attacco cardiaco, mentre Lawrence G. Smith, autore di un saggio su Pavese, riporta la testimonianza del nipote: suicidio con sonniferi.

## Filmografia

### Cinema
- Così vinsi la guerra (Up in Arms), regia di Elliott Nugent (1944)
- L'angelo nero (Black Angel), regia di Roy William Neill (1946)
- Addio Mimì!, regia di Carmine Gallone (1947)
- Per tutta la vita (Blind Spot), regia di Robert Gordon (1947)
- La fiamma (The Flame), regia di John H. Auer (1947)
- La città dolente, regia di Mario Bonnard (1949)
- Una voce nel tuo cuore, regia di Alberto D'Aversa (1949)
- Follie per l'opera, regia di Mario Costa (1949)
- Duello senza onore, regia di Camillo Mastrocinque (1949)
- Miss Italia, regia di Duilio Coletti (1950)
- La strada finisce sul fiume, regia di Luigi Capuano (1950)
- Attacco alla base spaziale U.S. (Gog), regia di Herbert L. Strock (1954)

### Televisione
- Lights Out – serie TV, episodi 4x16-4x51 (1951-1952)
- Royal Playhouse (Fireside Theater) – serie TV, episodio 7x36 (1955)

## Doppiatrici italiane
- Dhia Cristiani in Così vinsi la guerra, L'angelo nero
- Andreina Pagnani in Miss Italia, Follie per l'opera
- Tina Lattanzi in La città dolente
- Lydia Simoneschi in La strada finisce nel fiume
- Fiorella Betti in Attacco alla base spaziale U.S.